# Berit Hedeby
Gunnel Berit Hedeby-Olsson, född 24 september 1924 i Linköping, död 30 oktober 1996 i Stockholm, var en svensk sångerska, journalist, författare och samhällsdebattör. 

## Biografi
Berit Hedeby tog initiativet till föreningen BRIS, Barnens rätt i samhället, och var tillsammans med författaren Gunnel Linde drivande för att få Sverige att anta en lag som förbjöd aga. Hon startade föreningarna RTVD (Rätten till vår död) och Informationscentrum EXIT, som båda propagerade för dödshjälp. Hedeby dömdes 1978 av Högsta domstolen till ett års fängelse för att ha assisterat vid den MS-sjuke journalisten Sven-Erik Handbergs självmord. Hon skrev flera böcker.
Berit Hedeby är syster till konstnären Kerstin Hedeby, moster till skådespelerskan Rebecca Pawlo och dotter till forstmästare ingenjör Albert Hedeby och Margot Tolérius. Berit Hedeby var gift i omkring 15 år och fick två döttrar.